# طيران فالوجت رحلة 592
11 مايو 1996: تحطمت رحلة فالوجت رقم 592 في مستنقع فلوريدا الآستوائية بالقرب من مطار ميامي الدولي والتي كانت من طراز ماكدونل دوغلاس دي سي-9 وتحمل علي متنها 105 راكبا و5 من أفراد الطاقم في الطائرة الأمريكية الصنع وكانت الرحلة من ميامي إلى اتلانتا وبعد أقلاعها بستة دقائق بدا هناك أعطال هيدروليكية وكهربائية في الطائرة وكان السبب الحقيقي وراء الأنذارات كلها هو حريق علي متن الطائرة وكان سبب الحادث هو توضيب عبوات الأوكسجين منتهية الصلاحية في قسم الشحن في الطائرة بشكل غير مناسب.

## معلومات الرحلة
التاريخ:11 مايو 1996
نوع الحادث:توضيب عبوات الأوكسجين منتهية الصلاحية في قسم الشحن في الطائرة بشكل غير مناسب مما أدي تعطل الأنظمة الهيدروليكية والكهربائية في الطائرة ووفاة 110 شخصا علي متن الطائرة.
- الموقع:مستنقع فلوريدا الآستوائية، مطار ميامي الدولي، ميامي، الولايات المتحدة
- الركاب:105
- الطاقم:5
- الجرحي:0
- الوفيات:110(جميعهم)
- الناجون:0
- النوع:ماكدونل دوجلاس دي سي-9
- المالك:طيران فالوجت
- بداية الرحلة:مطار ميامي الدولي،ميامي، الولايات المتحدة
- الوجهة:مطار هارتسفيلد جاكسون أتلانتا الدولي،أتلانتا، الولايات المتحدة

## قراءة إضافية
- Langewiesche، William (March 1, 1998). "The Lessons of Valujet 592". ذا أتلانتيك. مؤرشف من الأصل في 2008-05-09. اطلع عليه بتاريخ June 2013. {{استشهاد ويب}}: تحقق من التاريخ في: |تاريخ الوصول= (مساعدة) - Langewiesche presents a case that the ValuJet crash is an example of a "system accident," including the overly formal labeling and safety information on the oxygen 'canisters' (which actually were oxygen generators).
- Larson، Eric (May 20, 1996). "Death in the Everglades". تايم (مجلة). مؤرشف من الأصل في 2013-08-24. اطلع عليه بتاريخ June 2013. {{استشهاد ويب}}: تحقق من التاريخ في: |تاريخ الوصول= (مساعدة) (Subscription required for access to full article.)
- Flight 592 special report (CNN) نسخة محفوظة 31 يناير 2011 على موقع واي باك مشين.
- NTSB brief report
- NTSB full report (PDF)
- Valenzuela's post on US EPA's Fugitive Site
- Audio transcript of the Air Traffic Control conversations
- "Valujet: The Crash of Flight 592 - The Accident". سي إن إن. 1997. مؤرشف من الأصل في August 16, 2000. اطلع عليه بتاريخ June 2013. {{استشهاد ويب}}: تحقق من التاريخ في: |تاريخ الوصول= (مساعدة)
- Tester, Hank. "ValuJet Crash Remembered 15 Years Later" (Archive). NBC Miami. Wednesday May 11, 2011.
- "Valujet 592's Last Flight". نيويورك تايمز. November 19, 1996. مؤرشف من الأصل في 2019-12-10. اطلع عليه بتاريخ June 2013. {{استشهاد ويب}}: تحقق من التاريخ في: |تاريخ الوصول= (مساعدة) - Transcript of the Valujet 592 flight recorder.
- Memorial location on خرائط جوجل
- ValuJet Flight 592 Memorial

## روابط خارجية
- Bragg، Rick (December 7, 1999). "Contractor Found Guilty in Trial on ValuJet Crash". نيويورك تايمز. مؤرشف من الأصل في 2019-12-10. اطلع عليه بتاريخ June 2013. {{استشهاد ويب}}: تحقق من التاريخ في: |تاريخ الوصول= (مساعدة)
- Reed، Dan؛ Jones، Charisse (September 28, 2010). "Low-fare king Southwest to buy AirTran for $1.4 billion". USA Today. مؤرشف من الأصل في 2016-03-05. اطلع عليه بتاريخ June 2013. {{استشهاد ويب}}: تحقق من التاريخ في: |تاريخ الوصول= (مساعدة)
- Photo of the plane after being retired by Delta and bought by Valujet
- Photo of the plane while in service with Valujet
- "Passenger list and gallery". flight592.com. مؤرشف من الأصل في 2007-06-14.